# Schloss Michelfeld

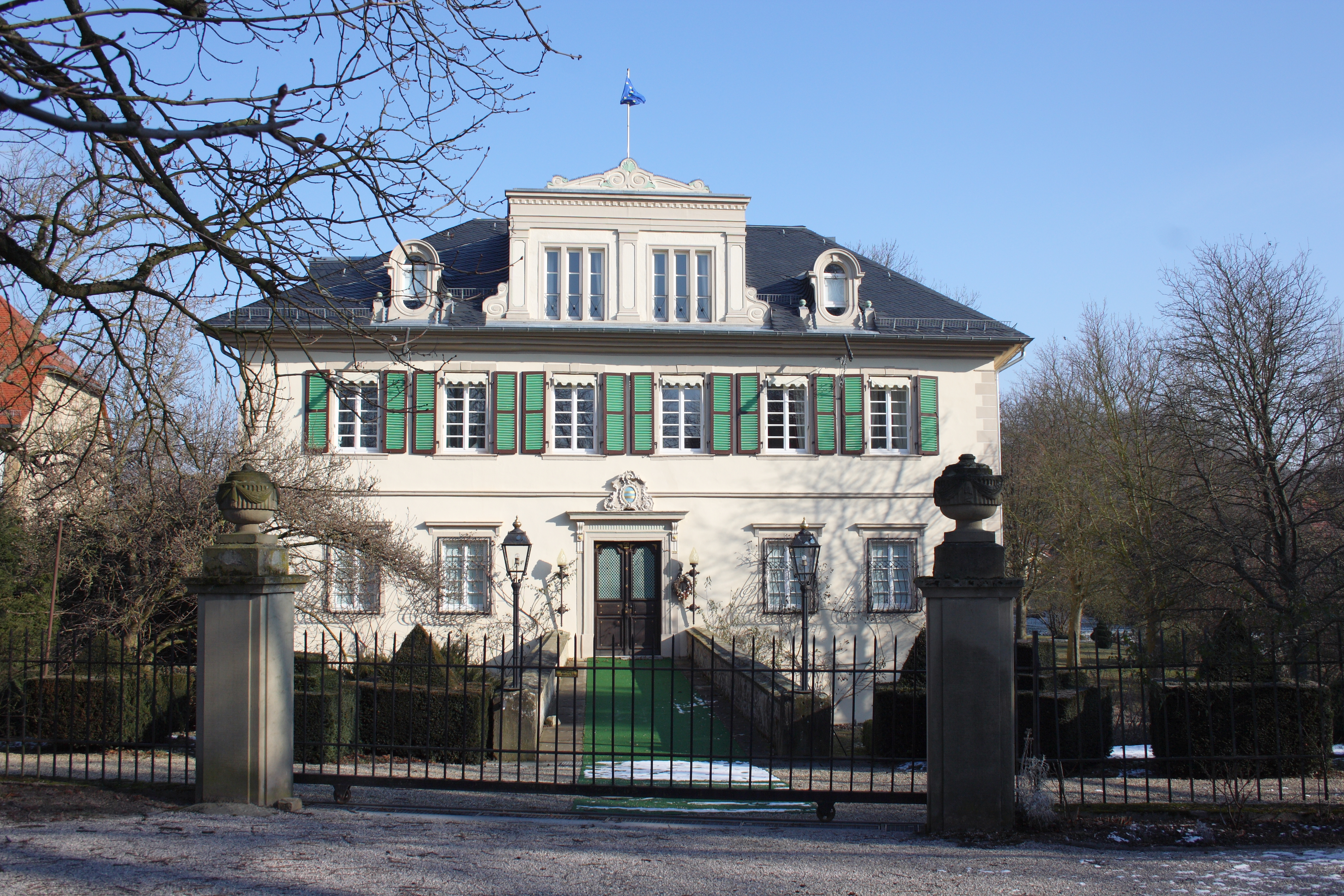
Schloss in Michelfeld

Das Schloss Michelfeld im Ortsteil Michelfeld der Gemeinde Angelbachtal im Rhein-Neckar-Kreis (Baden-Württemberg) geht auf ein Wasserschloss der Herren von Gemmingen des 16. Jahrhunderts zurück. Der Herrensitz der bereits 1613 im Mannesstamm ausgestorbenen Linie Gemmingen-Michelfeld fiel danach mehrmals an andere Familienlinien und stand immer wieder auch längere Zeit leer. Das Schloss wurde 1665–67 und 1758–60 erneuert und 1873 nochmals umgebaut. Nach dem Auszug der Familie Gemmingen 1911 diente es wechselnden Zwecken und stand häufig wieder längere Zeit leer. 1969 erwarb es die Gemeinde. 1975 kam das Schloss in den Besitz der Familie Schäfer, die das Schloss renoviert und geraume Zeit bewohnt hat. Seit einer neuerlichen Renovierung vor einigen Jahren dienen das Schloss und der benachbarte Wirtschaftshof als Eventlocation Landgut Schloss Michelfeld mit Festsaal, Gastronomie und Übernachtungsmöglichkeiten. Das von einem Schlosspark umgebene Schloss ist ein geschütztes Baudenkmal.

## Geschichte
Über die mittelalterliche Burg in Michelfeld, die sich im oberen Teil des späteren Schlossgartens befand und von der heute keine Überreste mehr sichtbar sind, gibt es kaum urkundliche Nachrichten. Die Burg war sicherlich auch keine repräsentative Anlage, sondern wohl nur ein größeres festes Haus, das von einem Erdwall umgeben war. 1390 übergab Graf Eberhard von Katzenelnbogen die zuvor im Besitz von Wilhelm von Michelfeld gewesenen landgräflich hessischen Lehen, darunter die Burg, an Wilhelm von Münchingen. 1449 besaß Hans von Neuenstein die Burg, die er von seinem Schwiegervater erhalten hatte. 1460 erwarb Keckhans von Gemmingen (1431–1487), der mit einer Neuenstein-Tochter verheiratet war, einen Teil von Michelfeld. Um 1500 wird berichtet, dass sich bei der alten Burg das so genannte Saalhaus befand, das das Gemmingensche Wappen und die Namen der Landgrafen von Hessen trug und vielleicht der erste Wohnsitz der Linie Gemmingen-Michelfeld am Ort war.
Keckhans' Sohn Orendel von Gemmingen (1464–1520) kam 1508 in den Besitz von ganz Michelfeld. Er und sein Sohn Weirich von Gemmingen (1493–1548) ließen bis 1522 im sumpfigen Gelände unterhalb der alten Burg ein Wasserschloss als Fachwerkbau auf Holzpfählen erbauen. Die Linie Gemmingen-Michelfeld starb mit Weirich von Gemmingen (1575–1613) im Mannesstamm aus. Danach trat Reinhard von Gemmingen (1576–1635), der 1612 die Burg Hornberg in Neckarzimmern gekauft und dort die Linie Gemmingen-Hornberg begründet hatte, nach längeren Verhandlungen in die Lehensfolge ein. Er lebte abwechselnd in Michelfeld und auf dem Hornberg, aber floh 1627 vor der Pest nach Sinsheim. Das Schloss in Michelfeld stand im Dreißigjährigen Krieg ab 1630 endgültig leer und wurde 1634 oder 1635 zerstört.
Einige Jahre nach dem Dreißigjährigen Krieg übernahm Johann Reinhard von Gemmingen (1632–1678) den Besitz in Michelfeld und ließ von 1665 bis 1667 an der Stelle des zerstörten ein neues Wasserschloss bauen, das diesmal bereits einen steinernen Sockel hatte. Über den Bau erfährt man, dass jeder Untertan 12 Tage Frondienst zu leisten hatte, dass das Holz im Michelfelder Wald nicht ausreichte und daher 50 vierspännige und 50 zweispännige Fuhren Holz von auswärts geholt wurden, dass 20 Fuder Kalk, 12.000 Ziegel und 10.000 Backsteine verbaut wurden. Johann Reinhard hinterließ nur einen minderjährigen Sohn, Hans Christoph von Gemmingen (1677–1752). Dieser blieb ledig und war Hofrat in Wien, wurde jedoch im Alter schwachsinnig, so dass seine Güter unter Zwangsverwaltung des Ritterkantons kamen.
Der Michelfelder Besitz der Familie kam danach an Ludwig von Gemmingen-Hornberg (1694–1771), der Vizepräsident in Celle war und den Celler Baumeister Johann Friedrich Borchmann mit einem Umbauplan für das Michelfelder Schloss beauftragte. 1758/59 wurde das Schloss bis auf den steinernen Sockel abgerissen und als zweistöckiges steinernes Bauwerk mit steinerner Brücke vom Schlossgarten neu aufgerichtet. 1760 erfolgten nochmals Bauarbeiten im Obergeschoss, als darin einige Zimmer eingerichtet wurden.
1771 erbte Ernst von Gemmingen-Hornberg (1759–1813) die Michelfelder Güter. Er war Komponist und letzter Direktor des Ritterkantons Kraichgau. Sein Grabmal ist in Michelfeld erhalten. Ihm folgte als Grundherr in Michelbach sein Sohn Ludwig von Gemmingen (1793–1858), der kinderlos starb. Dessen Neffe August von Gemmingen (1829–1909) trat die Besitznachfolge an und ließ 1873 das Schloss nach Plänen von Theodor Armbruster aus Offenburg modernisieren, wodurch es mit einem flacheren Dachstuhl und einem verglasten Innenhof im Wesentlichen seine heutige Gestalt erhielt. Die Familie von Gemmingen bewohnte das Schloss bis 1911.

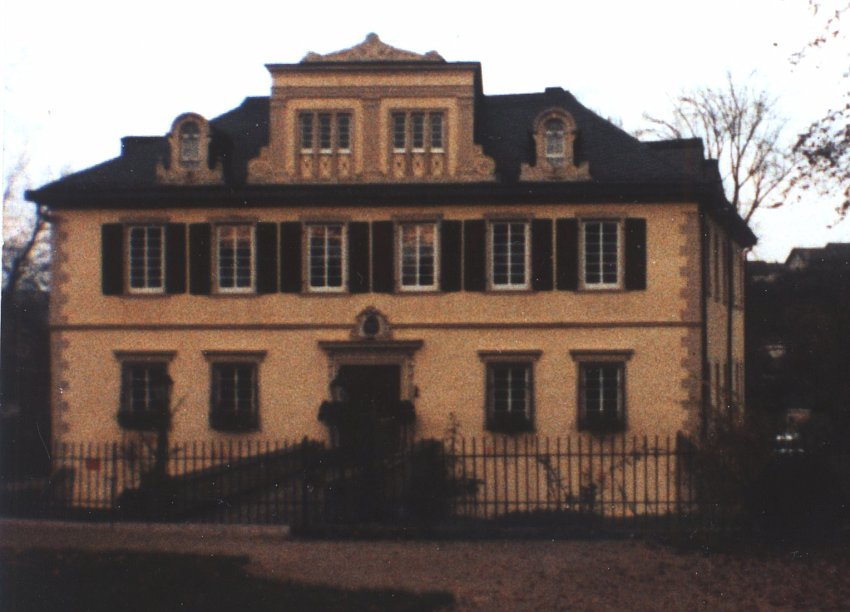
Schloss Michelfeld 1982

Im Ersten Weltkrieg wurde das Schloss zeitweise als Lazarett genutzt, danach als Gefangenenlager. 1934/35 war es Unterkunft für den Reichsarbeitsdienst, als dieser Entwässerungsarbeiten im Eberbachtal ausführte. Während des Zweiten Weltkrieges war das Schloss weitgehend ungenutzt und nach dem Krieg wurde es von Heimatvertriebenen und Flüchtlingen bezogen, in den frühen 1970er Jahren war es von Gastarbeitern bewohnt.
1969 hat die Gemeinde das Schloss und den Schlossgarten sowie das nahegelegene, ebenfalls denkmalgeschützte Amtshaus aus dem 18. Jahrhundert erworben. Das Amtshaus wurde bei der Modernisierung der Ortsdurchfahrt 1970 abgerissen. Auch für den Abriss des 1974 nicht mehr bewohnbaren desolaten Schlosses fanden sich Fürsprecher. Die Gemeinde ließ zwar einen Kostenvoranschlag für eine denkmalgerechte Sanierung erstellen, sah sich aber außerstande, die Kosten tragen zu können. Zuletzt unterblieb die Unterhaltung des Gebäudes völlig.
Das Schloss und ein Teil des Schlossgartens kamen schließlich 1975 in den Besitz der Familie Schäfer, die das Schloss renovieren ließ und längere Zeit bewohnte, bevor sie es in jüngerer Zeit gemeinsam mit dem anschließenden Wirtschaftshof zur Eventlocation Landgut Schloss Michelfeld umgestaltete.

## Beschreibung

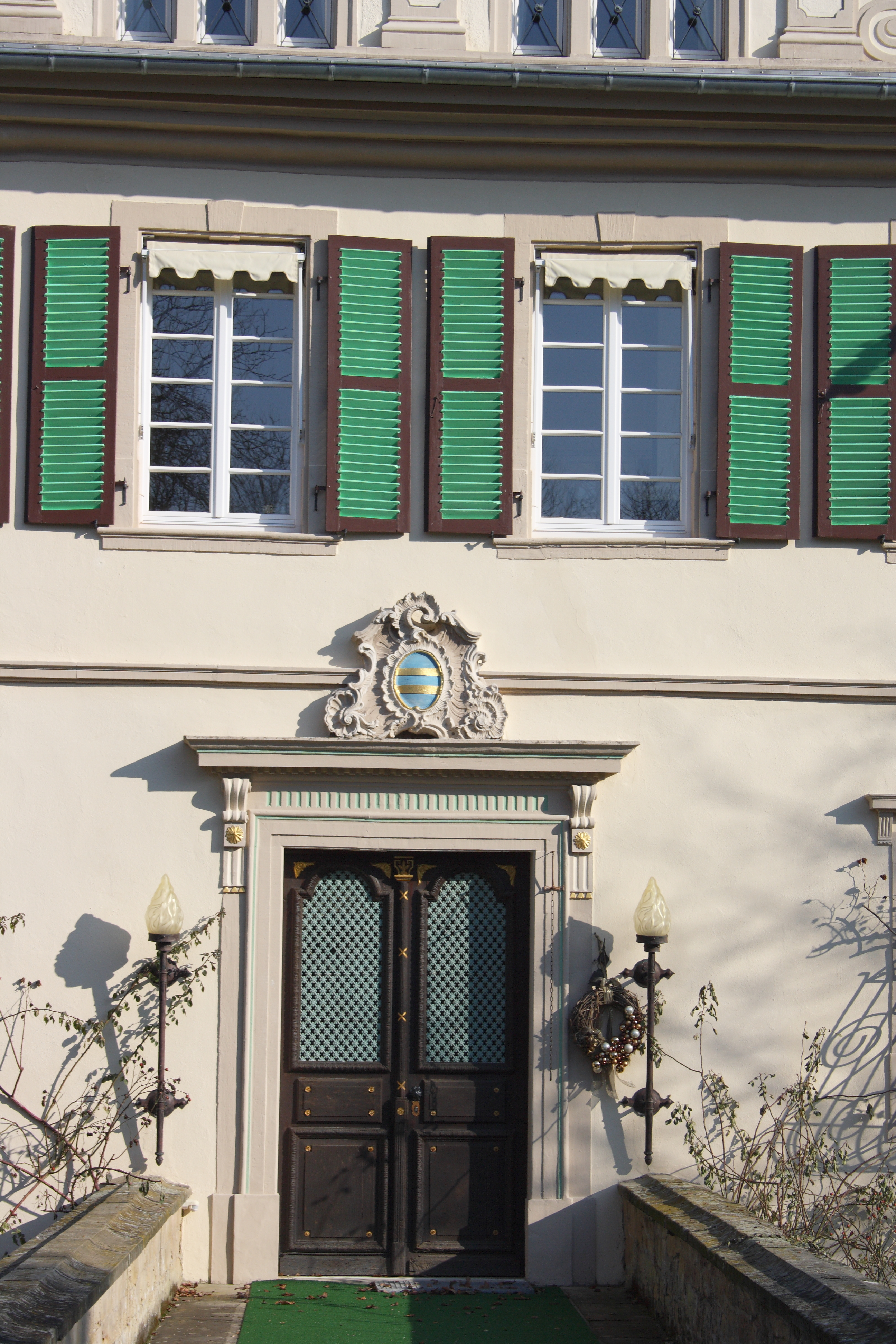
Portal

Über den heute trockenen Wassergraben führt eine Brücke zu dem zweigeschossigen Barockbau, der sechs Achsen besitzt. Über dem Portal befindet sich eine Kartusche mit dem Stammwappen derer von Gemmingen.
Im Innern führt eine durch ein Glasdach über dem Innenhof erhellte Freitreppe in das Obergeschoss. Der Treppenaufgang und der Arkadengang im Obergeschoss sind höchst repräsentativ ausgestaltet. Der Dachaufsatz wurde später im klassizistischen Stil errichtet, er ist symmetrisch zur Mittelachse des Hauses.
In direkter Nachbarschaft des Schlosses befindet sich der große zugehörige Wirtschaftshof, in dem heute Gästezimmer, Festsaal und Gastronomie untergebracht sind. Im Schlossgebäude selbst stehen auch hochwertige Veranstaltungs- und Gästeräume zur Verfügung.